# 青春火花 (1994年電影)
《青春火花》（英語：Victory），是一部1994年上映的時裝運動電影，以女子排球為題材，由錢永強執導，李敏編劇，李若彤、爾冬陞等主演。
本片致敬1970年於香港播映、譯名為《青春火花》的女排題材日本電視劇集，除了片名，其中三名主要角色名字與日劇角色港譯姓名亦相同，包括李若彤飾演女主角蘇柔美、爾冬陞飾演馬志教練、樊亦敏飾演莊瑪莉。

## 故事大綱
華萃大學與半島大學的女子排球隊是學界比賽的宿敵，連勝多年的華萃隊因輕敵而落敗，被校方放棄，老教練亦離去。蘇柔美（李若彤飾）等八名不同學系的女生為重組球隊，到處奔走，終找來對排球一竅不通的昆蟲系學者馬志（爾冬陞飾）擔任名譽教練。馬志受隊員們啟發，漸漸以獨特眼光看出她們戰術上的缺陷，以及缺乏團隊精神的問題。經過一輪集訓，教練與隊員們立志再次打敗宿敵。

## 演員表
| 演員             | 角色                    | 綽號         | 備註                                                                                 |
| ---------------- | ----------------------- | ------------ | ------------------------------------------------------------------------------------ |
| 李若彤           | 蘇柔美                  | 魔術手高拍飛 | 華萃隊隊長、二傳手，剛強果斷。後暗戀馬志教練。                                       |
| 樊亦敏           | 莊瑪莉                  | 港同盟       | 華萃隊副隊長、發球手及後排扣球手，性格冷靜，與蘇柔美爭奪隊長之位落敗，一直妒忌柔美。 |
| 陳少霞           | 郭玉貞                  | 彈弓         | 華萃隊的後排一傳手，彈跳力最高，亦擅接球。因升學及家庭而煩惱，沉默寡言。             |
| 何超儀           | 張采媚                  | 失踪         | 華萃隊的一傳手、攔網、第二快攻手，亦最擅長發球。常因逃避眾多追求者而失踪。           |
| 徐濠縈           | 黃若詩 （黃藥師之諧音） | 東邪         | 華萃隊的主力擊球快攻手，左輪之姊，性格霸道，擅扣殺。                                 |
| 張睿玲（張睿羚） | 黃若男                  | 左輪         | 華萃隊的主力扣球重炮手，東邪之妹，擅扣殺。                                           |
| 劉曉彤           | 盧凱旋                  | 無所謂       | 華萃隊的一傳手，性格隨和，但當球隊被欺負時亦是她第一時間站出來。                     |
| 吳晶晶           |                         | 地拖         | 華萃隊後備隊員，千金小姐，但在隊中只是負責清潔雜務。                                 |
| 爾冬陞           | 馬志                    |              | 華萃隊名譽教練，本為昆蟲系博士，對排球一竅不通。                                     |
| 翁慧德           |                         |              | 華萃宿敵魔女隊隊長。                                                                 |
| 吳綺莉           |                         |              | 魔女隊主將。                                                                         |
| 梁婉靜           |                         |              | 馬志的舊戀人。                                                                       |
| 魯文傑           |                         |              | 失踪的追求者。                                                                       |
| 夏春秋           | 華萃大學校長            |              |                                                                                      |
| 李錦聯           | 華萃大學副校長          |              |                                                                                      |
| 張同祖           | 陸校長                  |              |                                                                                      |

## 製作

### 籌備
導演兼監製錢永強讀書時喜歡排球，緬懷過去在校隊的經歷，因此有本片的構思。
預算方面，錢永強受訪時透露本片成本控制於港幣8百萬元以下。

### 選角
球隊隊員人選方面，錢永強稱，選用新晉演員（零至兩次電影演出經驗），除了希望有新鮮感，降低成本亦是重要考慮因素。因以排球比賽為主題，本片開拍前，演員們接受了著名排球評述員雷禮義（其中一篇報道誤寫作「雷尚義」）的訓練三星期。而部分對手隊伍球員則由當時香港女排代表隊球員飾演。
教練一角人選方面，錢永強稱，翻閱年青照片時，覺得朋友爾冬陞外形能勝任此角，因此邀請他參演。（事實上爾冬陞年青時已是著名演員。）

### 拍攝風格
本片著重於使用特技效果，請來視覺特效師馬文現設計。導演亦希望多呈現觀眾平日看不到的角度，例如球本身的視點。

### 取景
其中一個主要拍攝地點是古洞展能中心。
最後決戰一場於旺角伊館拍攝。

### 其他
按上映前的報道，本片應曾考慮以《青春花火之超級女排》作為片名。

## 發行
本片於1994年10月27日（一說為29日）至11月9日在金聲院線上映，票房約港幣2百多萬元，反應不如理想，應該遠低於成本。據泰影軒東主兼本片監製泰迪羅賓的傳記，本片是泰影軒拍攝《誘僧》後被中國內地禁制的低潮期作品之一，收入亦因而受到影響。

## 音樂
| 類型   | 歌名       | 主唱         | 作曲                 | 作詞             | 編曲   |
| ------ | ---------- | ------------ | -------------------- | ---------------- | ------ |
| 主題曲 | 勝利的姿態 | 王馨平       | Stanley Kinaga       | 李敏（本片編劇） | 鍾世英 |
| 插曲   | 青春憲章   | 華萃隊眾演員 | 泰迪羅賓（本片監製） | 李敏（本片編劇） |        |
| 插曲   | 愛情       | 黎瑞恩       | 李啟昌（本片配樂）   | 李敏（本片編劇） | 李啟昌 |

## 評價
本片以八名新晉女演員擔綱，她們的知名度和演技雖不差，但資深影評人蒲鋒及李焯桃均認為角色刻劃不足。《東周刊》影評人吳智則認為角色個性是突出的，尤其李若彤和何超儀的角色，《壹週刊》影評人果忍在這方面亦有相同看法，尤其何超儀和劉曉彤的角色。《壹週刊》另有「青春無限好，只是無火花」的評語。
蒲鋒、李焯桃、吳智亦不看好運動方面的刻劃：蒲鋒認為「香港拍勵志體育片從來未掌握到竅門」，本片「連比賽場面亦沒有一點緊張的氣氛」；吳智亦認為勵志體育片在香港屬於冷門，觀眾普遍不認識本地女排運動情況，難以投入學界比賽背景，「在題材上就受到很大限制，非常拘束，不夠奔放」；李焯桃認為「主角們雖夠青春卻欠缺作為排球運動員的説服力」，排球比賽鏡頭「避重就輕」，本片如「一套中學生程度的青春勵志校園片」，「運動與排球不過是藉口而已」。李焯桃又認為本片將預算花費於特技效果和杜比音效，是捨本逐末。
本片上映後，曾經長達26年以來沒有任何排球題材影視作品，直至ViuTV電視劇《男排女將》於2020年11月23日起播放為止。

## 備註
1. ↑  當時電影的其中一張廣告，正是將三組新舊角色頭像並列。
2. 1 2  《電影雙周刊》當時其中一篇報道[8]寫錯其綽號。

## 外部連結
- 香港影庫上《青春火花》的資料（繁體中文）
- 互联网电影数据库（IMDb）上《青春火花》的资料（英文）
- 豆瓣电影上《青春火花》的資料 （简体中文）